# Isonychus pilosus
Isonychus pilosus är en skalbaggsart som beskrevs av Evans 2003. Isonychus pilosus ingår i släktet Isonychus och familjen Melolonthidae. Inga underarter finns listade i Catalogue of Life.